# 제네시스: 세상의 소금
《제네시스: 세상의 소금》(영어: The Salt of the Earth, 프랑스어: Le Sel de la Terre)은 2014년 공개된 다큐멘터리 영화이다.

## 출연

### 주연
- 세바스치앙 살가두
- 빔 벤더스
- 훌리아노 리베이로 살가두

## 기타
- 사운드슈퍼바이저: 아이메릭 드볼데르